# Kraljevac
Kraljevac is een plaats in de gemeente Rovišće in de Kroatische provincie Bjelovar-Bilogora. De plaats telt 477 inwoners (2001).